# فليش والون 2011
فليش والون 2011 (بالإنجليزية: 2011 La Flèche Wallonne)‏ هو سباق دراجات هوائية أقيم بتاريخ 20 أبريل 2011، تكون السباق من مرحلة واحدة وامتدّ لمسافة 201 كم بسرعة 40.888 كم/س، استغرق السباق 4 ساعة 54 دقيقة 57 ثانية. فاز به البلجيكي فيليب جيلبير وحلّ ثانيا الإسباني خواكيم رودريغيث بينما حصل على المركز الثالث الإسباني صمويل سانتشيث.

## الترتيب
| م                     | الدرّاج          | البلد   | الزمن                    |
| --------------------- | --------------- | ------- | ------------------------ |
| الفائز بالترتيب العام | فيليب جيلبير    | بلجيكا  | 4 ساعة 54 دقيقة 57 ثانية |
| الثاني                | خواكيم رودريغيث | إسبانيا |                          |
| الثالث                | صمويل سانتشيث   | إسبانيا |                          |